# Kellie Martin
Kellie Martin, née le 16 octobre 1975 à Riverside en Californie, est une actrice, productrice et réalisatrice américaine.

## Biographie
Kellie Martin commence sa carrière d'actrice grâce à sa tante qui était la nounou des enfants de Michael Landon (Charles Ingalls dans La Petite Maison dans la prairie). Il lui fait passer une audition, et elle décroche un petit rôle dans Father Murphy, dirigé par Michael Landon. Elle est alors âgée de 7 ans. Quatre ans plus tard, elle joue dans le téléfilm Le chat le plus riche du monde, commençant sa carrière d'actrice.
Depuis l'âge de 10 ans, elle multiplie les apparitions. On peut la voir au cinéma et dans de nombreux téléfilms. Elle participe aussi à de nombreuses séries. À 14 ans, elle décroche son premier rôle régulier dans une série à la télévision où elle incarne Rebecca « Becca » Thatcher dans la série Corky, un adolescent pas comme les autres, pendant quatre ans. 
Elle double également des voix de dessins-animés, comme celle de Daphné dans Scooby-Doo. 
C'est en interprétant le rôle de Lucy Knight (en) dans la série Urgences à partir de 1998, qu'elle accède à une large notoriété et s'impose vite comme un des personnages phares de la série, en tant que médecin stagiaire maladroite. Kellie Martin quitte la série en 2000 juste après la mort brutale de sa sœur, en partie parce que les plateaux de la série lui rappelaient trop ces moments pénibles,.
Depuis on a pu la voir dans des séries comme New York, unité spéciale.
Elle a également obtenu un diplôme en histoire de l'art à l'Université Yale et rêve de travailler au célèbre Metropolitan Museum of Art. C'est à l'université qu'elle a rencontré son futur mari, Keith Christian, alors qu'ils étaient tous deux étudiants.

## Vie privée

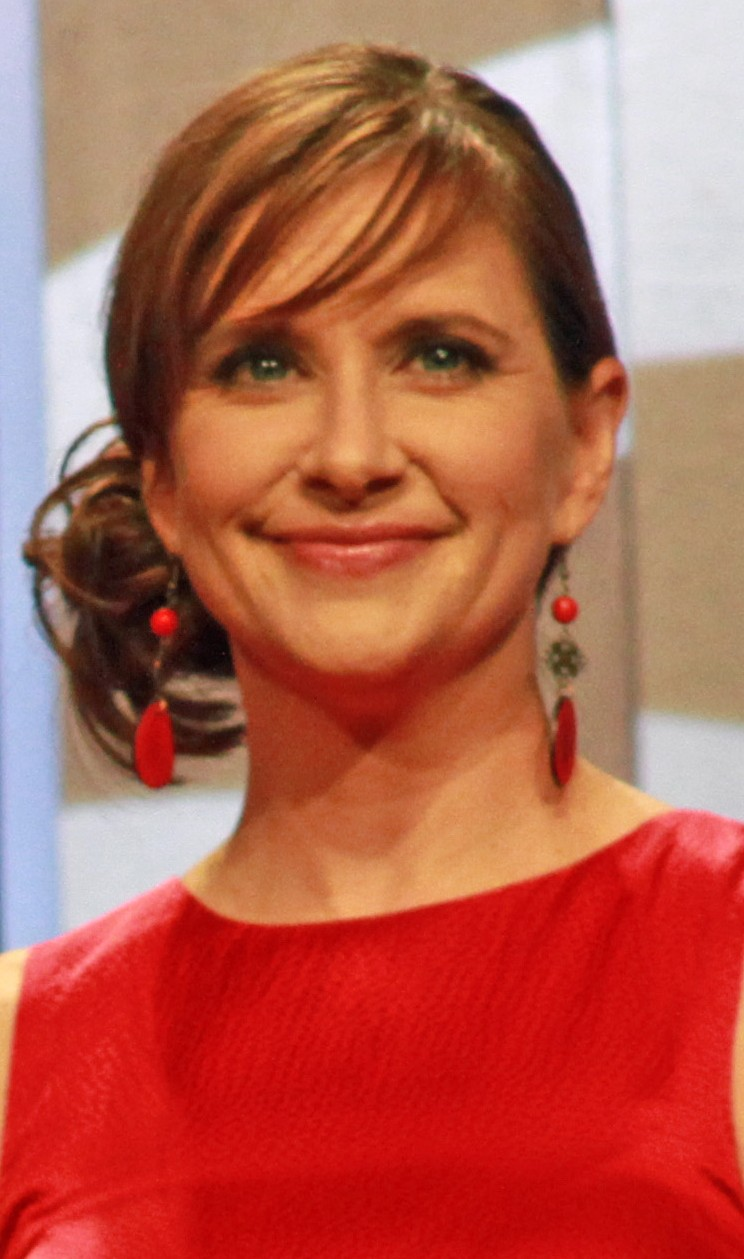
Kellie Martin en 2012.

Kellie Martin est mariée depuis le 15 mai 1999 à l'acteur Keith Christian. Le couple a deux filles : Margaret (Maggie) Heather Christian, née le 4 novembre 2006 et Olivia James Christian, née le 13 février 2016.

## Filmographie

### Actrice

#### Cinéma
- 1986 : Jumpin' Jack Flash : Kristi Carlson
- 1986 : Body Slam : Missy Roberts
- 1988 : Doin' Time on Planet Earth : Sheila
- 1989 : Les scouts de Beverly Hills (Troop Beverly Hills) de Jeff Kanew : Emily Coleman
- 1993 : Panic sur Florida Beach : Sherry
- 2001 : All You Need : Beth Sabistan Starnes
- 2003 : Le Rappeur de Malibu : Jen
- 2004 : Open House : Debbie Delaney

#### Télévision
- 1982 : Le Grand Frère (Father Murphy) (série télévisée) : Flossie
- 1984 : Les Routes du paradis (série télévisée) : Lisa Ratchett
- 1986 : Help Wanted: Kids (téléfilm) : Linda
- 1986 : Life with Lucy (série télévisée) : Patty
- 1986 : The Richest Cat in the World (téléfilm) : Veronica
- 1986 : Dallas (série télévisée) : Brenda Crane
- 1987-1988 : Mes deux papas (série télévisée) : Rebecca
- 1987-1988 : Valérie (série télévisée) : Tracy Nash
- 1988 : Runaway Ralph (téléfilm) : Karen
- 1988 : Génération Pub (série télévisée) : Robin Kramer
- 1988 : Secret Witness (téléfilm) : Jennie Thomas
- 1988 : Scooby-Doo : Agence Toutou Risques (série télévisée) : Daphne Blake (voix)
- 1988 : Fantastic Max (série télévisée) (voix additionnelles)
- 1989 : Mr. Belvedere (série télévisée) : Miriam
- 1989 : Alerte à Malibu (série télévisée) : Chelsea Carroll
- 1989 : Charles s'en charge (série télévisée) : Heather Curtis
- 1989 : The Flamingo Kid (téléfilm) : Lauren Brody
- 1989-1993 : Corky, un adolescent pas comme les autres (série télévisée) : Rebecca 'Becca' Thatcher
- 1991 : Taz-Mania (série télévisée) : Molly Tasmanian Devil (voix)
- 1993 : Montana Crossroads (téléfilm) : Samantha Wheeler
- 1993 : SeaQuest, police des mers (série télévisée) : Cléo Walker
- 1994 : Christy (téléfilm) : Christy Huddleston
- 1994 : Mortel Rendez-vous (téléfilm) : Angela Delvecchio
- 1994-1995 : Christy (série télévisée) : Christy Huddleston
- 1995 : A Goofy Movie : Roxanne (Girl in School) (voix)
- 1995 : De l'amour à l'enfer (téléfilm) : Katie Liner-Petit
- 1995 : Photo sans identité (The Face on the Milk Carton) (téléfilm) : Jennifer Sands / Janie Jessmon
- 1995 : Le Feu du secret (Her Hidden Truth) (téléfilm) : Billie Calhoun
- 1996 : Hidden in Silence (téléfilm) : Fusia Podgorska
- 1996 : Her Last Chance (téléfilm) : Alex Saxon
- 1996 : Le Silence de Laura (téléfilm) : Laura Keyes
- 1997 : On the Edge of Innocence (téléfilm) : Zoe Tyler
- 1997 : Crisis Center (série télévisée) : Kathy Goodman
- 1998 : Des fleurs pour Sarah (About Sarah) (téléfilm) : Mary Beth McCaffrey
- 1998-2000 : Urgences (saisons 5 et 6) : Lucy Knight
- 2002 : Fiona (série télévisée) : Detective Fiona Fitzgerald
- 2003 : New York, unité spéciale (saison 5, épisode 1) : Melinda Granville
- 2006 : Disparu : Nicole Lauker
- 2009 : Ghost Whisperer (série télévisée) : Cally O'Keefe
- 2009 : Grey's Anatomy (saison 5, épisode 21) : Julie Zelman
- 2009 : Private Practice (saison 3, épisode 2) : Michelle Larsen
- 2012 : American Wives : le capitaine Nicole Galassini

#### Téléfilms
- 2003 - 2007 : Roman Noir : Samantha Kinsey
- 2007 : Dernière Obsession : Nina St. Clair
- 2010 : Les génies contre-attaquent (The Jensen Project) : Claire Thompson
- 2011 : Un jour mon prince viendra : Gwen Cole
- 2012 : J'ai épousé une star : Jordan Grady
- 2013 : Une rencontre pour Noël (The Christmas Ornament) : Kathy Howard
- 2014 : Le courrier du cœur (Dear Viola) : Katherine « Katie » Miner
- 2015 : Ma belle-mère et Moi (So You Said Yes) : Annabelle Blanche
- 2015 : Dernier jour d'été  (Hello, It's Me) : Annie
- 2017 : Petits meurtres et confidences (Hailey Dean Mystery) : Hailey Dean
- 2019 : Lycéenne parfaite pour crime parfait (Death of a Cheerleader) : L'agent Murray

### Productrice
- 1996 : Her Last Chance (Téléfilm)
- 1997 : On the Edge of Innocence (téléfilm)

### Réalisatrice
- 2004 : Frenching
- 2005 : Mystery Woman: Vision of a Murder (téléfilm)